# Gudbrand Hvite
Gudbrand Hvite (Gudbrand el Blanco) fue un caudillo vikingo de Oppland, Noruega (siglo X). Gudbrand es un personaje de la protohistoria escandinava que aparece en diversas fuentes de las sagas nórdicas. Gudbrand y Thorkel Leira eran subordinados de Eirik Håkonsson que acompañaban al jarl de Lade Håkon Sigurdsson (Haakon Jarl) junto a otros nobles noruegos en la legendaria batalla de Hjörungavágr donde vencieron a los jomsvikings de Sigvaldi Strut-Haraldsson. Ambos estaban encargados de la defensa del flanco derecho de la flota de Haakon Jarl.